# Олга Серябкина
Олга Юриевна Серябкина (на руски: О́льга Ю́рьевна Серя́бкина) е руска певица. Солистка на женската поп група Серебро, автор на повечето текстове на групата.

## Биография
Олга Серябкина е родена на 12 април 1985 г. в Москва. От 6 – 7 годишна възраст започва да тренира бални танци. На 17 години печели титлата „майстор на спорта“, взима участие в международни състезания. Завършва училище по изкуства в паралелка с пеене. Учи в институт и е преводач от английски и немски език.
Между 2004 и 2006 г. работи като балетист и беквокалистка на Ираклий Пирцхалава.
След това Серябкина се присъединява към групата Серебро, заедно с Елена Темникова. През 2007 г. групата участва в конкурса Евровизия, като завършва на 3-то място. През същата година Серябкина започва да пише песни за групата. Тя е и автор на текстове за изпълнители като Юлия Савичева, Глюк’oZa и други.
По собствено признание, тя има педиофобия (страх от кукли). Любителка е на автомобилите.
В началото на 2015 г. Серябкина започва странична соло кариера под името Holy Molly, а по-късно го променя само като Molly. Също така пише песните за соловия си проект.

## Личен живот
През 2019 г. Серябкина признава в интервю, че е имала 4-годишна връзка с Елена Темникова, която пазили в тайна. Оттогава Серябкина има връзки само с мъже.

## Дискография

### Серебро

#### Студийни албуми
- „ОпиумRoz“ (2009)
- „Mama Lover“ (2012)
- „Сила трёх“ (2016)

### Сингли
- „Song #1“ (2007)
- „Дыши“ (2007)
- „Опиум“ (2008)
- „Скажи, не молчи“ (2008)
- „Сладко“ (Like Mary Warner) (2009)
- „Не время“ (Sexing U) (2010)
- „Давай держаться за руки“ (Angel Kiss) (2010)
- „Мама Люба“ (Mama Lover) (2011)
- „Мальчик“ (Gun) (2012)
- „Sexy Ass“ (2013)
- „Мало тебя“ (2013)
- „Mi Mi Mi“ (2013)
- „Угар“ (2013)
- „Я тебя не отдам“ (2014)
- „Не надо больнее“ (2014)
- „Kiss“ (2015)
- „Перепутала“ (2015)
- „Отпусти меня“ (2015)
- „Blood Diamond“ (2015)
- „Chocolate“ (2016)
- „Сломана“ (2016)
- „Сердце пацанки“ (2016)
- „Пройдёт“ (2017)

### Molly

#### Сингли
- „Kill Me All Night Long“ (2014)
- „Holy Molly“ (2015)
- „For Ma Ma“ (2015)
- „Zoom“ (2015)
- „Я просто люблю тебя“ (2016)
- „Style“ (2016)
- „Если ты меня не любишь“, с участието на Егор Крид (2017)